# Giovanni Caviglia
Giovanni Caviglia (Alessandria, 10 dicembre 1902 – Alessandria, 9 dicembre 1973) è stato un calciatore italiano, di ruolo portiere.

## Carriera
Giocò in Divisione Nazionale durante gli anni '20 con la maglia di Alessandria e Milan.
Nel periodo di militanza nella società rossonera fu messo fuori rosa dall'allenatore Vittorio Pozzo per essersi rifiutato di giocare una partita contro i suoi ex compagni di squadra.